# Sideridis nigrescens
Sideridis nigrescens är en fjärilsart som beskrevs av Barend J. Lempke 1964. Sideridis nigrescens ingår i släktet Sideridis och familjen nattflyn. Inga underarter finns listade i Catalogue of Life.